# Diospyros neilgerrensis
Diospyros neilgerrensis là một loài thực vật có hoa trong họ Thị. Loài này được (Wight) Kosterm. mô tả khoa học đầu tiên năm 1977.